# Красники, Етмир
Етмир Красники (алб. Jetmir Krasniqi; род. 27 июня 1995, Ньон, Швейцария) — косовский футболист, защитник швейцарского клуба «Беллинцона» и национальной сборной Косово. Ранее, будучи уроженцем Швейцарии, выступал за молодёжные сборные Швейцарии.

## Клубная карьера
Етмир Красники родился в Ньоне (Швейцария) в семье косовских албанцев. 15 января 2018 года Красники подписал контракт с командой швейцарской Суперлиги «Лугано». 10 февраля 2018 года он дебютировал в домашнем матче против «Сьона», завершившемся победой его команды со счётом 1:0, замениы на 86-й минуте Домена Чрнигоя.

## Карьера в сборной
4 сентября 2014 года Красники дебютировал за сборную Швейцарии до 20 лет в матче Турнира четырёх наций среди игроков до 20 лет 2014/2015 против сборной Польши до 20 лет, выйдя на замену на 62-й минуте вместо Адмира Сеферагича.
18 ноября 2014 года Красники дебютировал за сборную Швейцарии до 21 года в товарищеском матче против сборной Шотландии до 21 года, выйдя на замену на 74-й минуте вместо Сайди Янко.
23 мая 2018 года Красники был вызван в сборную Косово на товарищеский матч с командой Албании и дебютировал за неё, выйдя на замену на 68-й минуте вместо Мергима Войводы.